# Wellington (Kansas)
Wellington ist eine Stadt in Sumner County im US-Bundesstaat Kansas und zugleich County Seat. Zum Zeitpunkt der United States Census 2020 (Volkszählung 2020) betrug die Einwohnerzahl der Stadt 7715.

## Persönlichkeiten
- Phil Ferguson (1903–1978), Politiker
- Betty Glamann (1923–1990), Jazz-Harfenistin
- Patricia H. Miller (* 1945), Entwicklungspsychologin